# Паломонте
Паломонте (итал. Palomonte) — коммуна в Италии, располагается в регионе Кампания, в провинции Салерно.
Население составляет 4103 человека, плотность населения составляет 147 чел./км². Занимает площадь 28 км². Почтовый индекс — 84020. Телефонный код — 0828.
Покровителем коммуны почитается священномученик Власий Севастийский (San Biagio). Праздник ежегодно празднуется 3 февраля.

## Промышленность
- Фармацевтическая компания Fisiopharma[1].